# Байтак
Байта́к (каз. Байтак) — село у складі Хобдинського району Актюбінської області Казахстану. Входить до складу сільського округу Імангалі Білтабанова.
До 2009 року село називалося Роповка.
Населення — 80 осіб (2021; 129 у 2009, 138 у 1999, 146 у 1989).